# Iris leptorrhiza
Iris leptorrhiza är en irisväxtart som först beskrevs av Aleksei Ivanovich Vvedensky, och fick sitt nu gällande namn av Aleksei Ivanovich Vvedensky. Iris leptorrhiza ingår i släktet irisar, och familjen irisväxter. Inga underarter finns listade i Catalogue of Life.